# 圣维克托-拉里维耶尔
圣维克托-拉里维耶尔（法語：Saint-Victor-la-Rivière，法語發音：[sɛ̃ viktɔʁ la ʁivjɛʁ]）是法国多姆山省的一个市镇，位于该省西南部，属于伊苏瓦尔区。该市镇总面积18.89平方公里，2009年时的人口为241人。

## 人口
圣维克托-拉里维耶尔人口变化图示